# ダニエル・ウォーターマン
ダニエル・ウォーターマン（Danielle Waterman、1985年1月20日 - ）は、イングランドの女子ラグビー選手。

## プロフィール
- イングランド・トーントン出身[1]。
- ポジションはセンター(CTB)、フルバック(FB)。
- 身長 165cm、体重 64kg
- 7人制イングランド代表に選ばれたことがある[2]。
- ワールドカップ2006・2010・2014・2017のイングランド代表に選ばれた[3]。

## 略歴
2016年、リオ五輪の7人制イギリス代表に選ばれた。